# E-Prix di Portland
Il Portland ePrix è un evento automobilistico con cadenza annuale destinato alle vetture a trazione interamente elettrica del campionato di Formula E tenuto al Portland International Raceway per la prima volta il 24 giugno 2023.

## Storia
Dopo che la costruzione nell'area di Red Hook di Brooklyn ha causato la rimozione dell'ePrix di New York City dal calendario per il 2023, la Formula E ha firmato un accordo con la città di Portland e PIR per mantenere vivo l'interesse americano per la Formula E durante il periodo di sosta a New York. Il co-fondatore di Formula E, Alberto Longo, ha dichiarato che la tifoseria di motorsport di Portland e le “credenziali ecologiche” della città sono stati fondamentali nella scelta della città per ospitare la Formula E. L’ePrix sarà il primo del suo genere nel Nord-ovest Pacifico, il primo ePrix sulla costa occidentale degli Stati Uniti dal E-Prix di Long Beach del 2015 e il quarto ePrix degli Stati Uniti dopo Long Beach, NYC e l’ePrix di Miami.

## Circuito
L'evento si disputa al Portland International Raceway e, a differenza di altre gare di Formula E su circuiti permanenti come Valencia, non sono state apportate modifiche al circuito prima del Gran Premio.  Con il debutto nel 2023, segnerà la terza più grande competizione automobilistica che si terrà al PIR insieme al Gran Premio di Portland di IndyCar e alla NASCAR Xfinity Series Pacific Office Automation 147 .

## Albo d'oro
| Edizione | Traccia                        | Vincitore              | Secondo      | Terzo                  | Pole position    | Giro più veloce | Rif   |
| -------- | ------------------------------ | ---------------------- | ------------ | ---------------------- | ---------------- | --------------- | ----- |
| 2023     | Portland International Raceway | Nick Cassidy           | Jake Dennis  | António Félix da Costa | Jake Dennis      | Mitch Evans     | [ 3 ] |
| 2024     | Portland International Raceway | António Félix da Costa | Robin Frijns | Jean-Éric Vergne       | Mitch Evans      | Jake Hughes     |       |
| 2024     | Portland International Raceway | António Félix da Costa | Robin Frijns | Mitch Evans            | Jean-Éric Vergne | Robin Frijns    |       |